# Semi-Centennial Geyser
Semi-Centennial Geyser est un geyser de type « fontaine » situé dans le parc national de Yellowstone aux États-Unis. Il se trouve le long de la Grand Loop Road.

## Histoire
Semi-Centennial Geyser a été remarqué pour la première fois en 1919 pour ses petites éruptions. Ce n'est que quelques années plus tard, le 14 août 1922 à 6 h 40 du matin, qu'une éruption plus violente est observée, la première d'une série. Dans l'après-midi du même jour, l'eau aurait même atteint plus de 90 m de hauteur. En fin de journée, des débris et des roches avaient été propulsés à 140 m du cratère. Le geyser est resté calme depuis et une petite mare d'eau existe aujourd'hui à l'endroit où il est entré en éruption.
Son nom actuel (« semi-centenaire » en français) lui est donné en référence à son année d'activité la plus intense (1922), année du 50e anniversaire de la création du parc national de Yellowstone en 1872.